# Dimítrios Sémsis
Démétrios (ou Dimítris) Sémsis (souvent appelé Salonikiós, le Salonicien) était un violoniste traditionnel virtuose. 

## Biographie

### Famille et jeunesse
Il est né en 1883 à Stromnitsa, qui appartenait alors au vilayet de Thessalonique au sein de l'empire ottoman. Il appartenait à une famille de fabricants de parapluies et de violon, nommée Koukoudeas, mais couramment appelée Semsis (du gréco-turc semsirtzis, fabricant de parapluies) ; sa langue maternelle était le slave macédonien, seul son père parlant aussi le grec.
Son père et son grand-père étaient aussi violonistes, jouant notamment lors des mariages. Dimitris apprit d'eux le violon dans son enfance, et fut envoyé vers l'âge de 10 ans à Thessalonique pour étudier l'instrument ; isolé et parlant mal le grec, il ne supporta pas la séparation et retourna rapidement dans sa famille.
De 1896 à 1919, il gagna sa vie comme musicien itinérant, essentiellement à Constantinople et au proche-orient. Musicien apprécié, il joua pour le sultan Abdülhamid II et probablement ses successeurs. Il rentra à Stromnitsa vers 1919, probablement pour s'occuper de sa famille, la région étant disputée entre la Grèce, la Bulgarie et la Serbie.

### Installation à Thessalonique
Après la fin de la première guerre mondiale, Stromnitsa fut attribuée au royaume de Serbie fin 1919, et la majorité des Grecs quitta la ville. La famille Semsis s'installa alors à Thessalonique où il continua à travailler comme musicien. Dimitrios se maria en 1921 avec Dimitra Kanoulas, membre d'une famille de réfugiés de la région de Smyrne. Dès la création des premières maisons de disques à Athènes, il commença à enregistrer, à partir de 1925. Il reçut alors le sobriquet de Salonikios ('le Salonicien') car les gens des maisons de disques croyaient qu'il était originaire de Thessalonique.

### Installation à Athènes
Début 1927, Démétrios s'installa à Athènes.  Il participa à des centaines de disques entre 1924 et 1931, dans les genres traditionnel, smyrniote et rébétique ; ses premières chansons parurent vers 1928. En 1931 il devient producteur artistique pour les filiales grecques des compagnies His master's voice et Columbia, poste qu'il conserva jusqu'à sa mort le 13 janvier 1950. Il collabora ainsi avec l'ensemble des grands noms de la chanson de l'époque.

## Sources et références
- (el) Cet article est partiellement ou en totalité issu de l’article de Wikipédia en grec moderne intitulé « Δημήτρης Σέμσης » (voir la liste des auteurs).